# 圣伊里耶拉佩尔什
圣伊里耶拉佩尔什（法語：Saint-Yrieix-la-Perche，法語發音：[sɛ̃.t‿iʁjɛ la pɛʁʃ]，简称圣伊里耶），法国中南部城市，新阿基坦大区上维埃纳省的一个市镇，隶属于利摩日区，其市镇面积为100.98平方公里，2022年1月1日时人口数量为6,873人，在法国城市中排名第1,567位。
圣伊里耶拉佩尔什位于上维埃纳省南部，和科雷兹省及多尔多涅省接壤，距离省会利摩日大约40公里，是一个区域性的中心城市和交通枢纽，因历史上盛产瓷器而闻名，当地建有高岭土博物馆。

## 地名来源

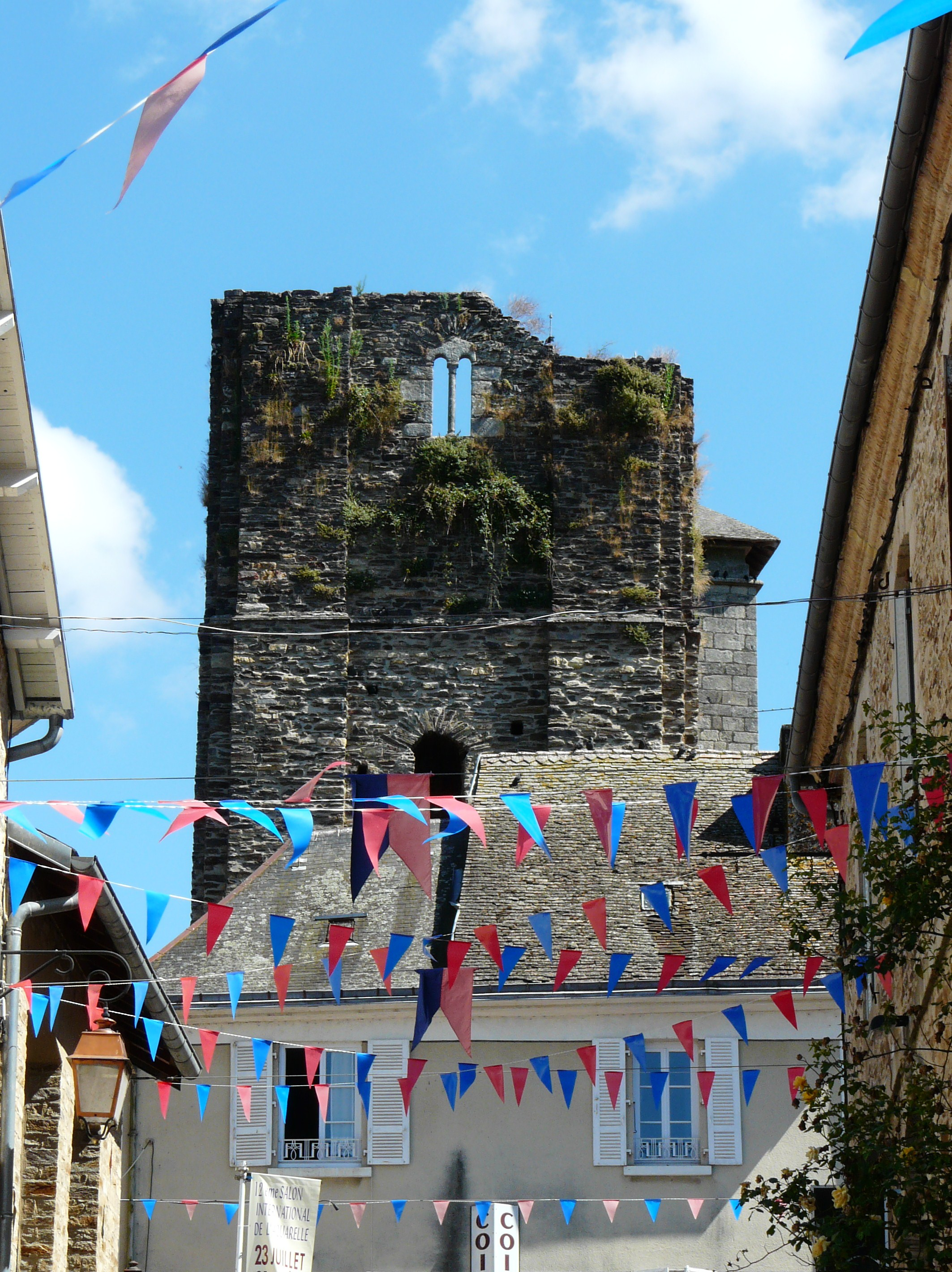
圣伊里耶拉佩尔什市中心的勒普洛塔

“圣伊里耶”一名来源于奥克语，其法语转写为，后者为历史上的一个天主教圣人，被认为是圣伊里耶的城市创建者。
法国大革命时期，圣伊里耶曾被命名为“伊里耶拉蒙塔涅”（Yrieix-la-Montagne，“la-Montagne”意为“山”）。

## 历史
古典时期，圣伊里耶拉佩尔什所处的利穆赞为莱莫维斯人的活动范围。中世纪时期，圣伊里耶长期为一处普通村落，当地有固定举办的商业集市。近代圣伊里耶因制瓷业而闻名。1765年，一名外科医生发现当地的妇女有使用黏土作为洗衣粉使用，他对此产生的兴趣，便采集土样进行研究，最后发现这一地区的土壤中高岭土比例几乎达到了100%。在杜尔哥的支持下，这一地区的制瓷业开始兴盛，并带动了人口的增长和城市的发展。法国大革命后，圣伊里耶拉佩尔什成为上维埃纳省的一个市镇，并在1800至1926年间为该省的一个副省会，下辖圣伊里耶区，后整体并入利摩日区。20世纪初，圣伊里耶及其附近区域发现少量金矿，其中布尔内金矿为当地的最后一处金矿，于2001年关闭。

## 地理

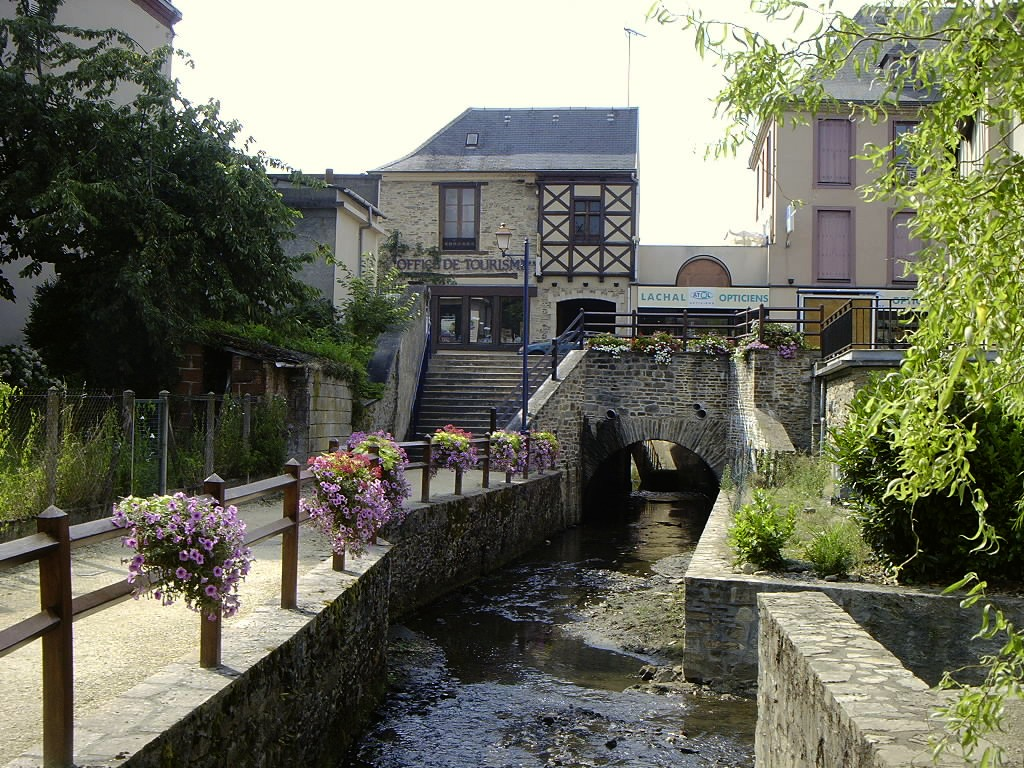
圣伊里耶市中心的一处溪流

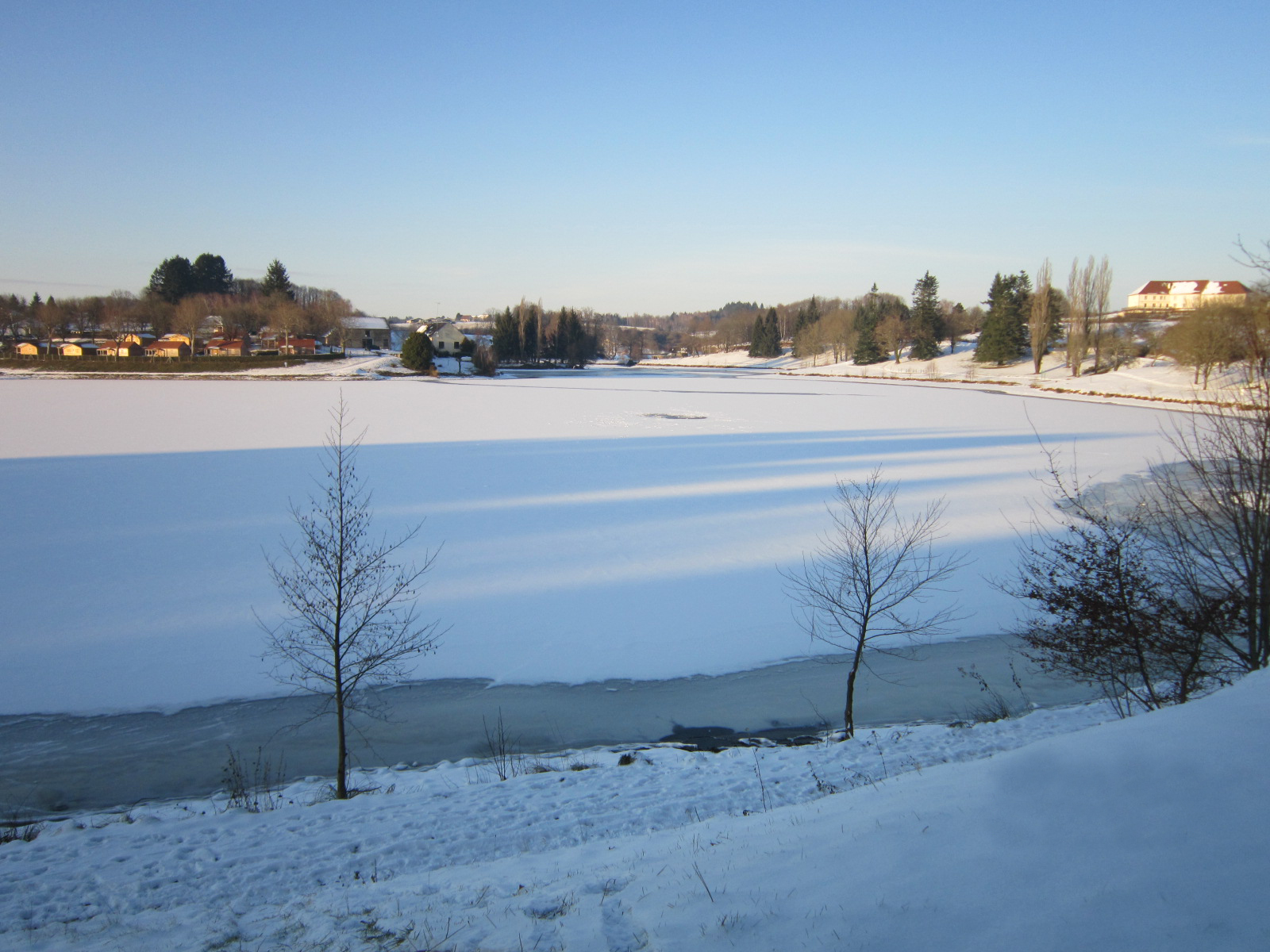
雪后的阿尔弗耶湖

圣伊里耶拉佩尔什位于法国中南部偏西，新阿基坦大区东北部和上维埃纳省的南部，距离省会利摩日大约40公里，其市镇范围内共有43个村落（Hameau）。与圣伊里耶拉佩尔什接壤的市镇包括：拉梅兹、圣埃卢瓦莱蒂勒里、格朗东、圣于连勒旺多穆瓦、大瑞米亚克、萨尔朗德、勒沙拉尔、库萨克博讷瓦勒、拉迪尼亚克勒隆、拉罗什拉贝耶。

### 地形
圣伊里耶拉佩尔什位于位于法国中央高原西部边缘地带，地形以浅丘为主，其中东部略高于西部，全境海拔在283到498米之间。

### 地质
圣伊里耶处于重要的黏土堆积区，历史上因盛产瓷器而闻名。

### 水文
卢河（La Loue）自北向南流经市区西部，属于加龙河流域。
圣伊里耶市区内有两个大型湖泊：
- 博迪湖（Étang Baudy），位于市区中部，一个天然湖泊。
- 阿尔弗耶湖（Le lac d'Arfeuille），位于市区北部，一个半天然湖泊，经过了大型人工改造，沿湖设有酒店及娱乐设施[7]。

### 植被
圣伊里耶拉佩尔什位于佩里戈尔-利穆赞区域自然保护区东部，属于温带落叶林区，勒穆利纳苏公园（Parc du Moulinassou）是圣伊里耶拉佩尔什市中心主要的绿地公园，此外林地广泛分布于市镇范围内的坡地地区。2017年，圣伊里耶被评为法国三星级园林城市。

### 气候
圣伊里耶拉佩尔什在柯本气候分类法中属于温带海洋性气候，年温差较小，降水分布均匀，偶有极端气候出现。
圣伊里耶拉佩尔什境内设有气象站，以下为该气象站的数据（其中日照数据取自利摩日）：
| 圣伊里耶拉佩尔什1981年－2019年 | 圣伊里耶拉佩尔什1981年－2019年 | 圣伊里耶拉佩尔什1981年－2019年 | 圣伊里耶拉佩尔什1981年－2019年 | 圣伊里耶拉佩尔什1981年－2019年 | 圣伊里耶拉佩尔什1981年－2019年 | 圣伊里耶拉佩尔什1981年－2019年 | 圣伊里耶拉佩尔什1981年－2019年 | 圣伊里耶拉佩尔什1981年－2019年 | 圣伊里耶拉佩尔什1981年－2019年 | 圣伊里耶拉佩尔什1981年－2019年 | 圣伊里耶拉佩尔什1981年－2019年 | 圣伊里耶拉佩尔什1981年－2019年 | 圣伊里耶拉佩尔什1981年－2019年 |
| 月份                           | 1月                            | 2月                            | 3月                            | 4月                            | 5月                            | 6月                            | 7月                            | 8月                            | 9月                            | 10月                           | 11月                           | 12月                           | 全年                           |
| ------------------------------ | ------------------------------ | ------------------------------ | ------------------------------ | ------------------------------ | ------------------------------ | ------------------------------ | ------------------------------ | ------------------------------ | ------------------------------ | ------------------------------ | ------------------------------ | ------------------------------ | ------------------------------ |
| 历史最高温 °C（°F）            | 16.4 (61.5)                    | 23.1 (73.6)                    | 24.2 (75.6)                    | 27.9 (82.2)                    | 30.4 (86.7)                    | 35.8 (96.4)                    | 37.5 (99.5)                    | 38.2 (100.8)                   | 33 (91)                        | 27.7 (81.9)                    | 21.8 (71.2)                    | 17.4 (63.3)                    | 38.2 (100.8)                   |
| 平均高温 °C（°F）              | 7.4 (45.3)                     | 8.7 (47.7)                     | 12.2 (54.0)                    | 14.9 (58.8)                    | 19 (66)                        | 22.8 (73.0)                    | 24.4 (75.9)                    | 24.5 (76.1)                    | 20.5 (68.9)                    | 16.6 (61.9)                    | 10.4 (50.7)                    | 7.6 (45.7)                     | 15.8 (60.4)                    |
| 日均气温 °C（°F）              | 4.5 (40.1)                     | 5.3 (41.5)                     | 8 (46)                         | 10.4 (50.7)                    | 14.2 (57.6)                    | 17.7 (63.9)                    | 19.2 (66.6)                    | 19.3 (66.7)                    | 15.7 (60.3)                    | 12.7 (54.9)                    | 7.3 (45.1)                     | 4.7 (40.5)                     | 11.6 (52.9)                    |
| 平均低温 °C（°F）              | 1.7 (35.1)                     | 1.8 (35.2)                     | 3.7 (38.7)                     | 5.9 (42.6)                     | 9.4 (48.9)                     | 12.5 (54.5)                    | 14 (57)                        | 14.1 (57.4)                    | 10.8 (51.4)                    | 8.8 (47.8)                     | 4.2 (39.6)                     | 1.9 (35.4)                     | 7.4 (45.3)                     |
| 历史最低温 °C（°F）            | −9.9 (14.2)                    | −12.8 (9.0)                    | −11.1 (12.0)                   | −3.6 (25.5)                    | −0.7 (30.7)                    | 3.7 (38.7)                     | 6.5 (43.7)                     | 5.6 (42.1)                     | 3 (37)                         | −4.3 (24.3)                    | −7.8 (18.0)                    | −10.3 (13.5)                   | −12.8 (9.0)                    |
| 平均降水量 mm（）              | 112.7 (4.44)                   | 91 (3.6)                       | 93.4 (3.68)                    | 110.6 (4.35)                   | 104.8 (4.13)                   | 73.9 (2.91)                    | 74.2 (2.92)                    | 81.8 (3.22)                    | 81.2 (3.20)                    | 96.2 (3.79)                    | 129 (5.1)                      | 115.4 (4.54)                   | 1,164.2 (45.83)                |
| 月均日照時數                   | 86                             | 104                            | 156.8                          | 167.7                          | 204.9                          | 227.4                          | 238.2                          | 231                            | 191.5                          | 133.3                          | 81.4                           | 77.6                           | 1,899.8                        |
| 来源：infoclimat.fr            |                                |                                |                                |                                |                                |                                |                                |                                |                                |                                |                                |                                |                                |

## 行政区划
圣伊里耶拉佩尔什是法国新阿基坦大区上维埃纳省的一个市镇，编号为87187。圣伊里耶拉佩尔什隶属于利摩日区和上维埃纳省第二选区，管理圣伊里耶拉佩尔什县，同时也是圣伊里耶拉地区市镇公共社区的办公驻地，亦是社区内人口最多的市镇。
法国国家统计与经济研究所（简称）在进行数据统计时，将圣伊里耶拉佩尔什和相邻的格朗东划为圣伊里耶拉佩尔什城市区。自2020年起，圣伊里耶拉佩尔什城市区被包含11个市镇的圣伊里耶拉佩尔什城市辐射区代替。同时，还将圣伊里耶拉佩尔什市镇整体看作一个“块区”（IRIS）。

## 交通

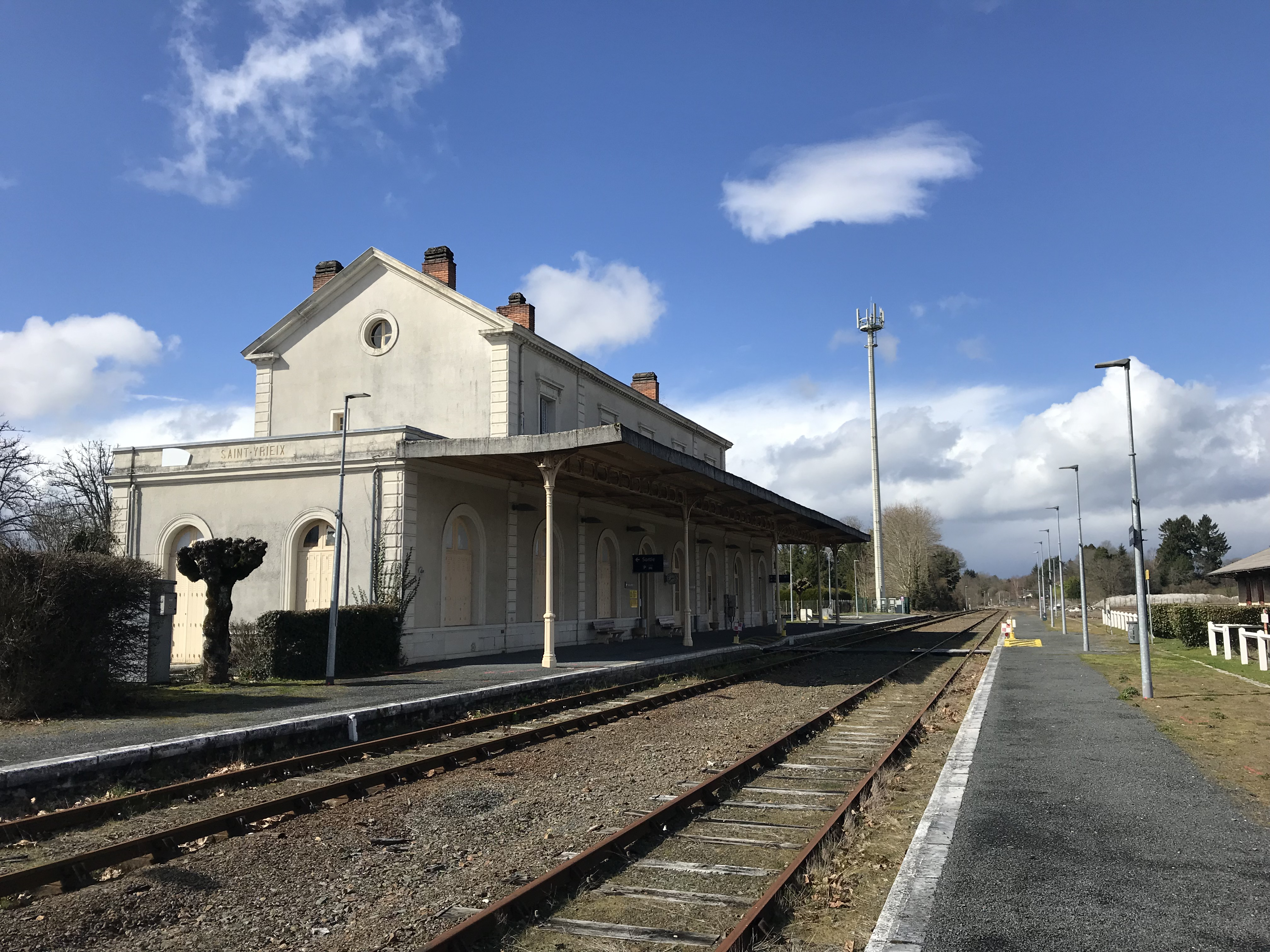
圣伊里耶火车站

### 公路
上维埃纳省省道D18线、D19线、D59线、D704线和D901线在圣伊里耶拉佩尔什境内交汇。新阿基坦大区下属的城际客运提供巴士线路，可前往利摩日、阿尔纳克-蓬帕杜尔等地。
2017年，68.5%的圣伊里耶拉佩尔什家庭拥有至少一辆的私人汽车。2018年，圣伊里耶拉佩尔什境内共发生各类交通事故7起，造成1人遇难，7人受伤。

### 铁路
圣伊里耶拉佩尔什位于内克松－布里夫拉盖亚尔德铁路上，该铁路圣伊里耶拉佩尔什以南至奥布雅之间的路段已部分关闭。圣伊里耶站位于市区北部，该站每天开行多班前往利摩日方向的区域列车。

### 航空
距离圣伊里耶拉佩尔什最近的民用航空站为利摩日贝勒加德机场，距离圣伊里耶拉佩尔什市中心的公路里程约42公里。

### 城市公共交通
圣伊里耶拉佩尔什暂无城市公共交通系统。

## 政治

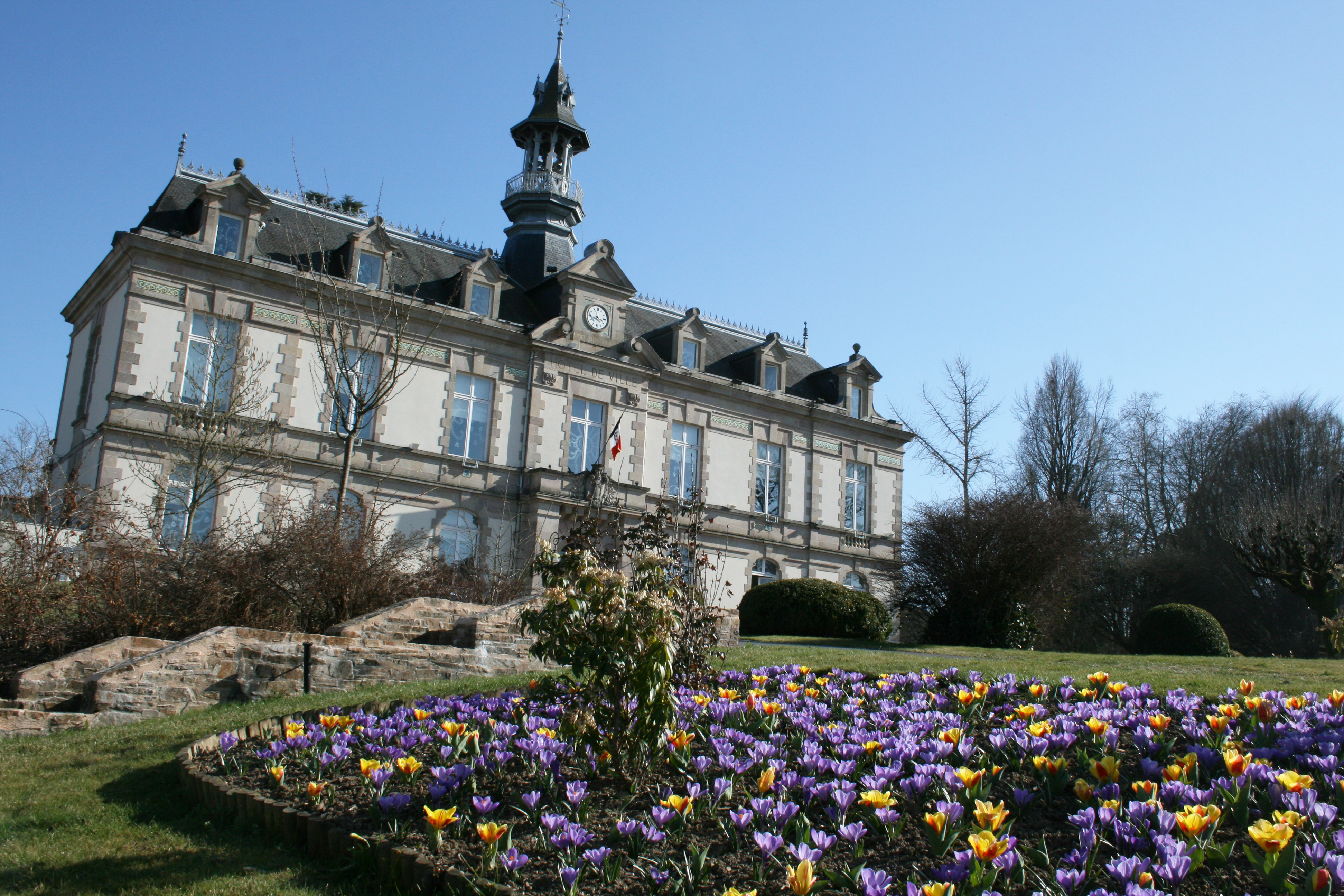
圣伊里耶拉佩尔什市政厅

圣伊里耶拉佩尔什的现任市长为达尼埃尔·布瓦瑟里先生，他是社会党的一名成员，在2020年的市政选举中获得了100%的支持率（无其他候选人）。
在2017年的法国总统大选中，法国第25任总统埃马纽埃尔·马克龙在圣伊里耶拉佩尔什获得了71.54%的支持率。
| 圣伊里耶历届市长 |                   |                      |
| 任期             | 市长              | 党派                 |
| 1945年－1982年   | 雅克·布塔尔       | SFIO工人国际法国支部 |
| 1982年－1995年   | 马克·德比谢尔     | RPR保衛共和聯盟      |
| 1995年－         | 达尼埃尔·布瓦瑟里 | PS社会党             |

## 人口
2017年，圣伊里耶拉佩尔什市镇人口数量为6,766，在法国排名第1,567位。其中男性3,229人，女性3,537人，75岁及以上人口占16.0%，外籍人口数量为1,288人，人口密度为67人/平方公里，当地居民被称为（男性）或（女性）。2018年，圣伊里耶拉佩尔什境内出生39人，死亡人口140人。
| 年份   | 1936  | 1946  | 1954  | 1962  | 1968  | 1975  | 1982  | 1990  | 1999  | 2006  | 2011  | 2016  | 2018  |
| ------ | ----- | ----- | ----- | ----- | ----- | ----- | ----- | ----- | ----- | ----- | ----- | ----- | ----- |
| 人口數 | 7,302 | 7,213 | 7,323 | 7,021 | 6,816 | 7,116 | 7,342 | 7,558 | 7,251 | 7,007 | 6,887 | 6,777 | 6,729 |

## 经济
圣伊里耶拉佩尔什是一个区域性的中心城市，当地共有各类用人单位1,165家，平均历史为19年，其中99.13%为中小型企业（PME）。（印刷）、（肉制品）及（通讯）是当地2019年营业额最高的三个企业，分别为34,811,950欧元、9,657,765欧元和8,604,305欧元。

## 财政收入
2019年，圣伊里耶拉佩尔什的财政收入总额为10,157,500欧元，财政支出总额为8,923,350欧元，当年的债务总额为2,397,220欧元。在2017年的财政支出中，约有100万欧元用于修建一所小学，50万欧元用于图书馆翻新
2015年，圣伊里耶拉佩尔什的人均月收入总额为2,086欧元，其中高级职员为4,479欧元，中级职员为2,457欧元，普通职员为1,751欧元。
2017年，圣伊里耶拉佩尔什境内的青壮年（15至64岁）失业率为12.3%，当地47.9%的家庭拥有纳税资格。

## 社会事务

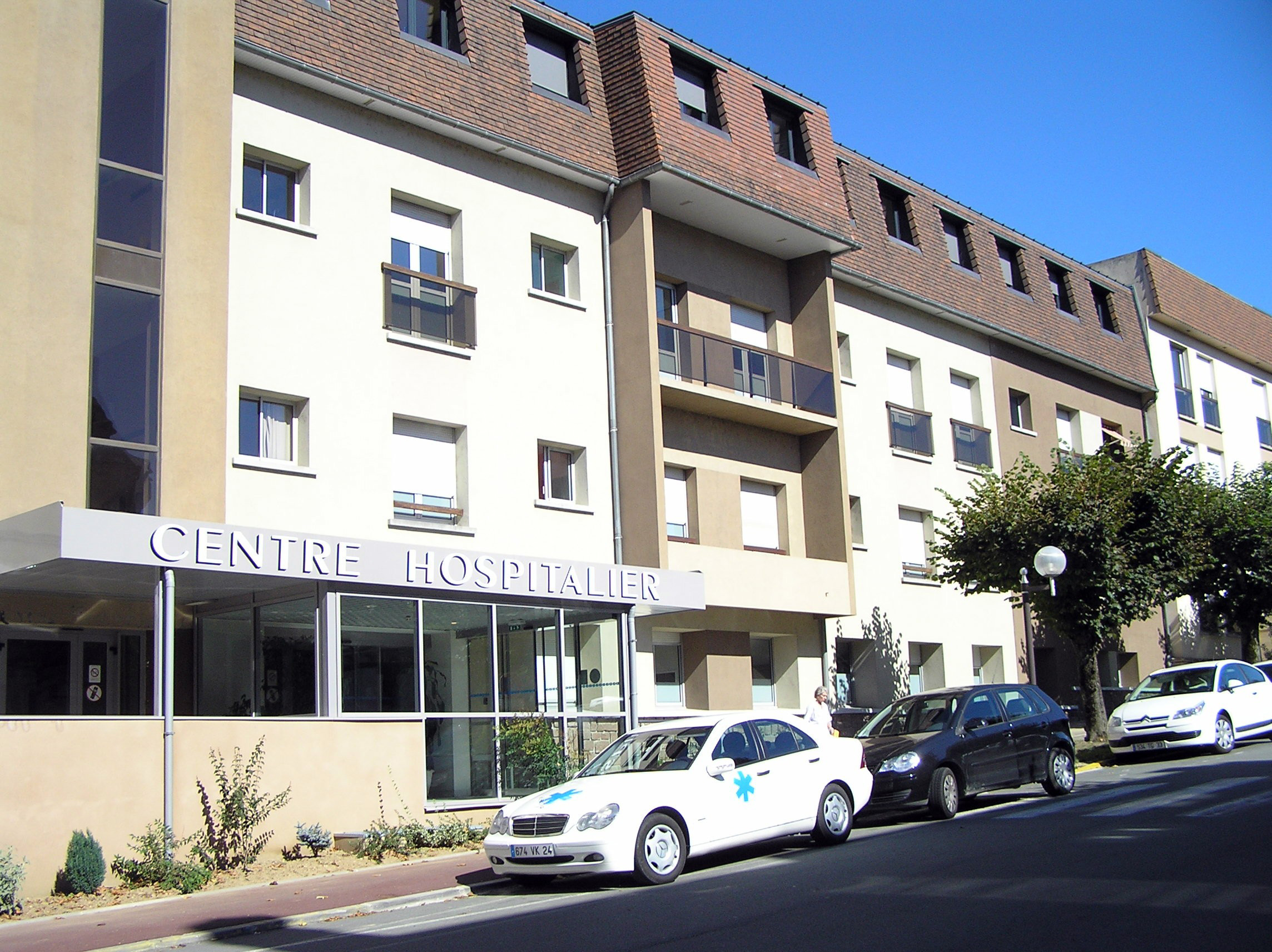
雅克·布塔尔中心医院

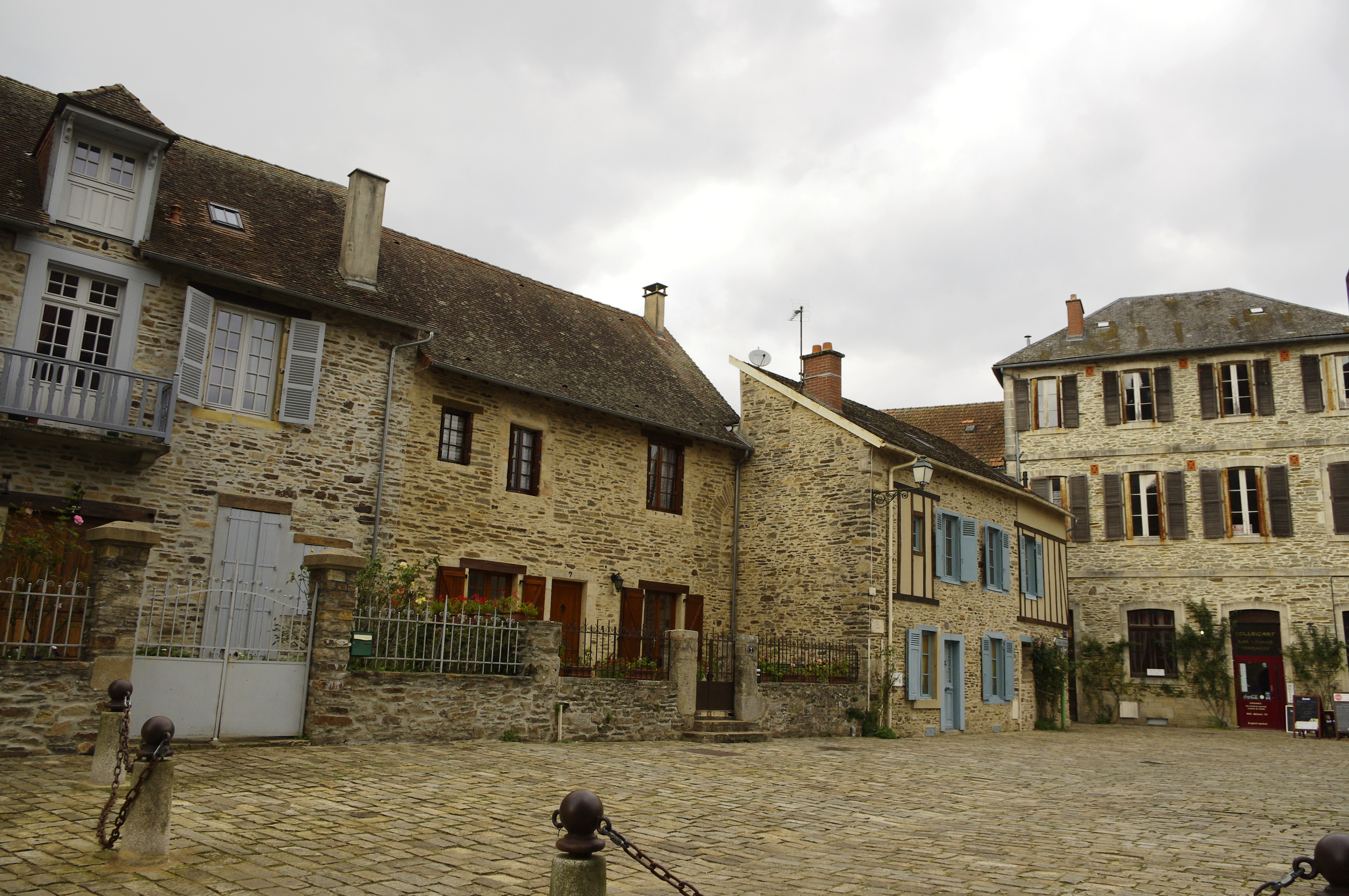
圣伊里耶市中心

室内游泳馆

### 教育
圣伊里耶拉佩尔什属于利摩日学区。截止2019年1月1日，圣伊里耶拉佩尔什境内共有1所幼儿园、3所小学、1所初级中学、1所普通高中、1所农业高中和1所职业高中。2018至2019学年度，圣伊里耶拉佩尔什境内共有在校中等教育阶段学生1,066名，高等以上教育程度人口占比约17.3%。

### 医疗
截止2019年1月1日，圣伊里耶拉佩尔什境内共有全科医生11名、保健师10名、牙医7名、护士19名、眼科医生2名、助产士1名和妇科医生1名。境内共有药房5家和养老院1家。
圣伊里耶拉佩尔什中心医院（Centre Hospitalier de Saint-Yrieix-la-Perche）是法国的一个区域性医疗机构，其主病区“雅克·布塔尔中心医院”（Centre hospitalier Jacques Boutard）位于圣伊里耶拉佩尔什市区，设有床位126个，是当地规模最大的公立综合性医院。

### 住房
2017年，圣伊里耶拉佩尔什境内共有各类住房4,159套，其中77.6%为独立式居民区，22.3%为集中式居民区。常住房屋占圣伊里耶拉佩尔什市镇范围内居民建筑总量的80.8%。

### 商业
2019年，圣伊里耶拉佩尔什境内共有各类实体商铺207家，其中餐厅28家、大型超市7家、杂货店2家、面包房5家、肉铺6家、书店3家、装饰品店1家、银行门店6家、美容美发店12家、汽车维修店19家。市区南部建有大型超市。

### 体育
2019年，圣伊里耶拉佩尔什境内共有1家游泳池、3间体育馆、1座综合体育场、8处网球场、1处马术场、3处足球或橄榄球场以及1处篮球或排球场。其中城市体育游泳馆（Villa Sport）和碎石风车跑马场（Centre Équestre du Moulins des Cailloux）是当地主要的体育设施。2018年，圣伊里耶共有30多个俱乐部，涵盖了各类主要运动项目。
截至2021年1月，圣伊里耶拉佩尔什共有两家注册足球俱乐部，2020至2021赛季均参加上维埃纳省足球联赛：
- 圣伊里耶地区足球俱乐部（F.C. Adérien）
- 圣伊里耶体育联盟（A.M.S. Saint-Yrieix）

### 环境
圣伊里耶拉佩尔什的环境事务由其所属的公共社区负责。2019年，圣伊里耶拉佩尔什境内共有2家污染企业。

### 治安
2019年，圣伊里耶拉佩尔什市镇范围内有1处宪兵队。
2014年，圣伊里耶拉佩尔什及附近地区共发生各类案件1,268起，其中盗窃类案件831起，经济类案件149起，毒品交易类案件32起。

## 文化
2019年，圣伊里耶拉佩尔什境内共有1家剧场和1家电影院。圣伊里耶拉佩尔什市政府提供多媒体中心以及让-皮埃尔·法布雷格文化中心（Centre Culturel Jean Pierre Fabrègue），向公众全年开放。
遗产之家（Maison du patrimoine）是当地的一处博物馆，其前身为保罗·马克瓷器收藏博物馆（Musée – Collection céramique Paul Marque），于2017年被圣伊里耶市政府购买，现已向公众开放。该博物馆有三层：底层为马尔科尼亚克高岭土展示，其中马尔科尼亚克（Marcognac）为圣伊里耶市区以东的一个村落，是这一地区最重要的高岭土矿开采地之一；二层为保罗·马克收藏的各类瓷器艺术品；三层为活动室。

### 建筑
圣伊里耶拉佩尔什境内有多处历史建筑，其中圣伊里耶主教座堂是法国首批国家级文物保护单位，布雷热尔城堡（Château de La Brégère）、勒普洛塔（Tour du Plô）等为当地的代表性建筑物。

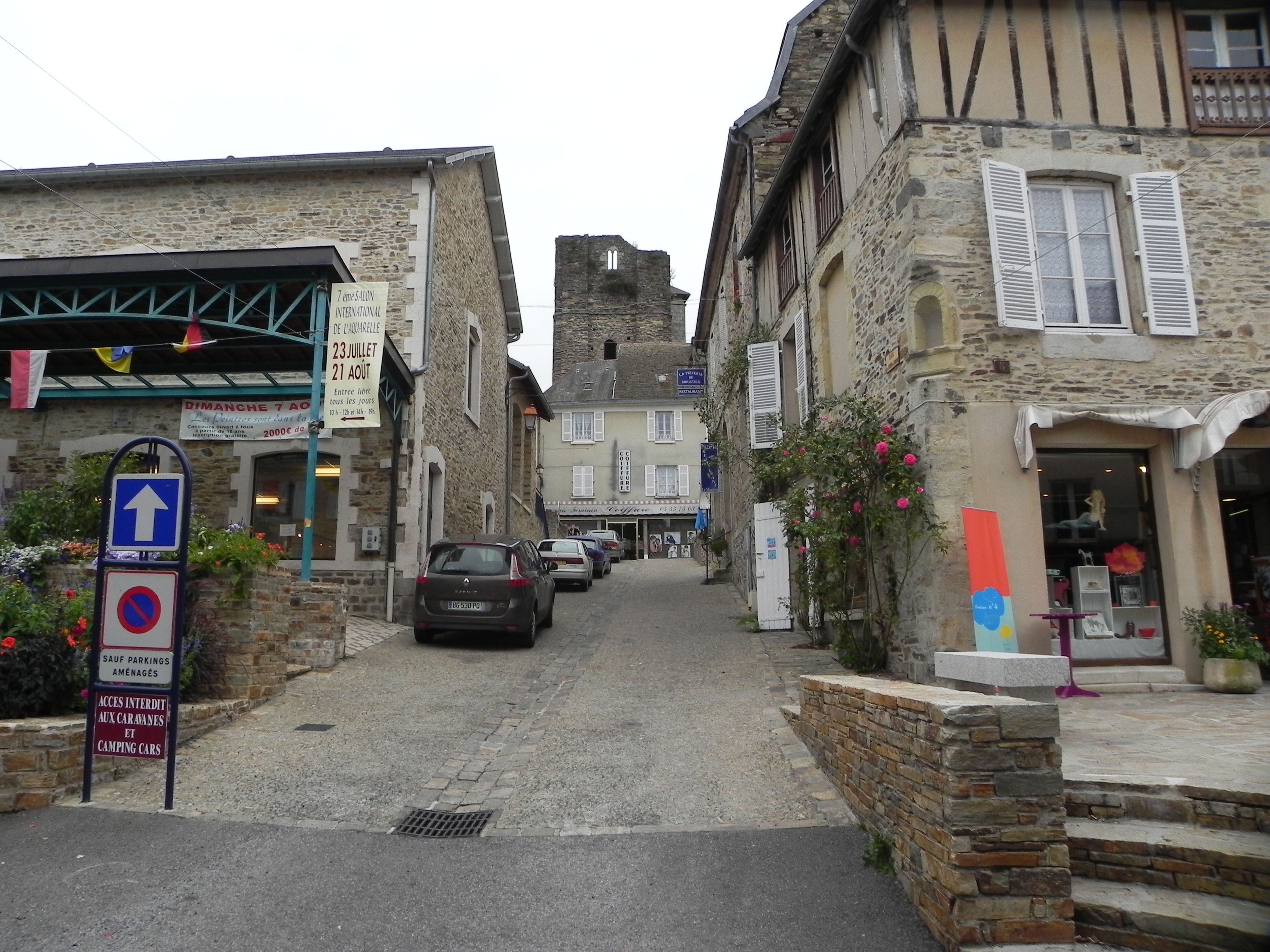
圣伊里耶教堂
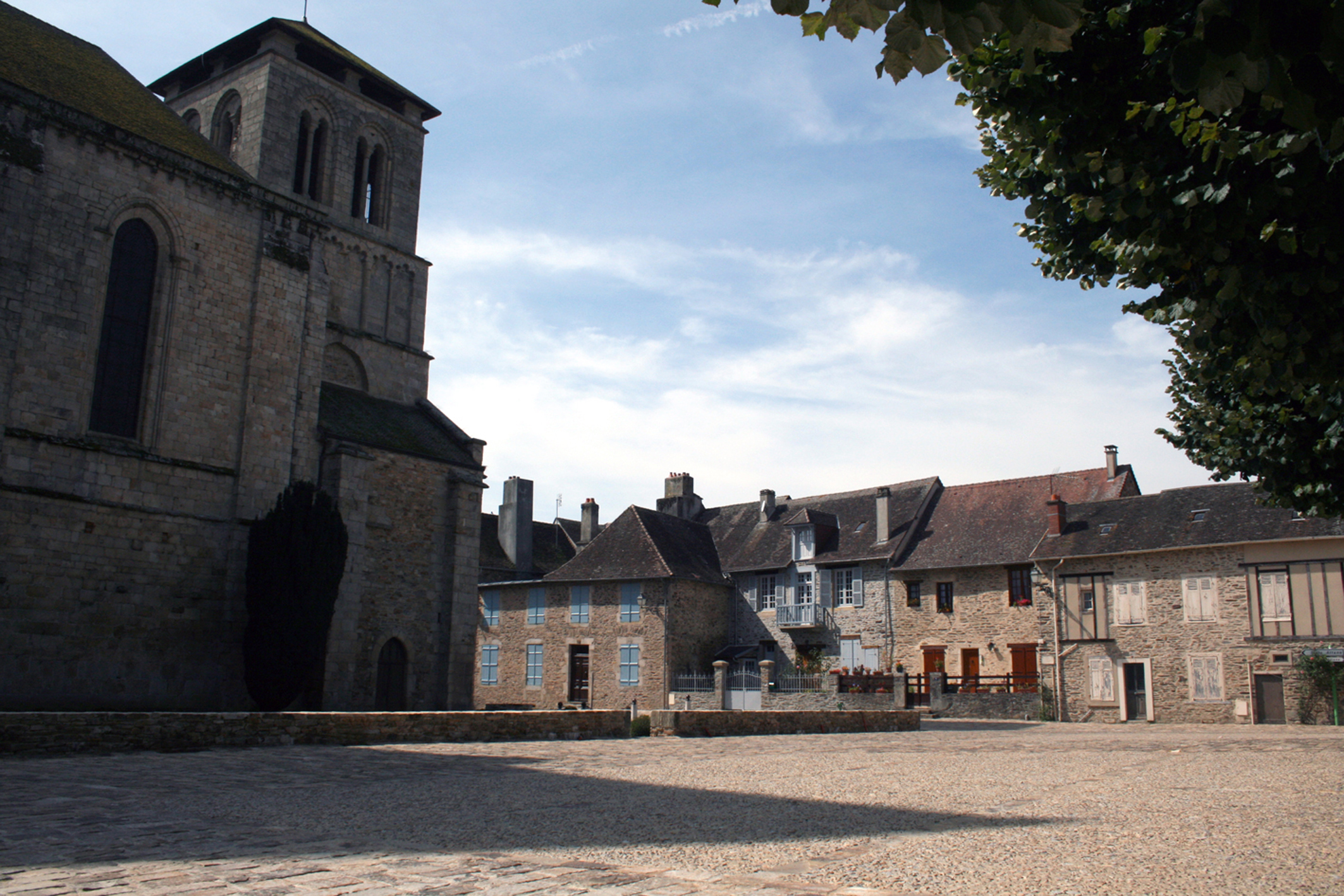
教堂广场
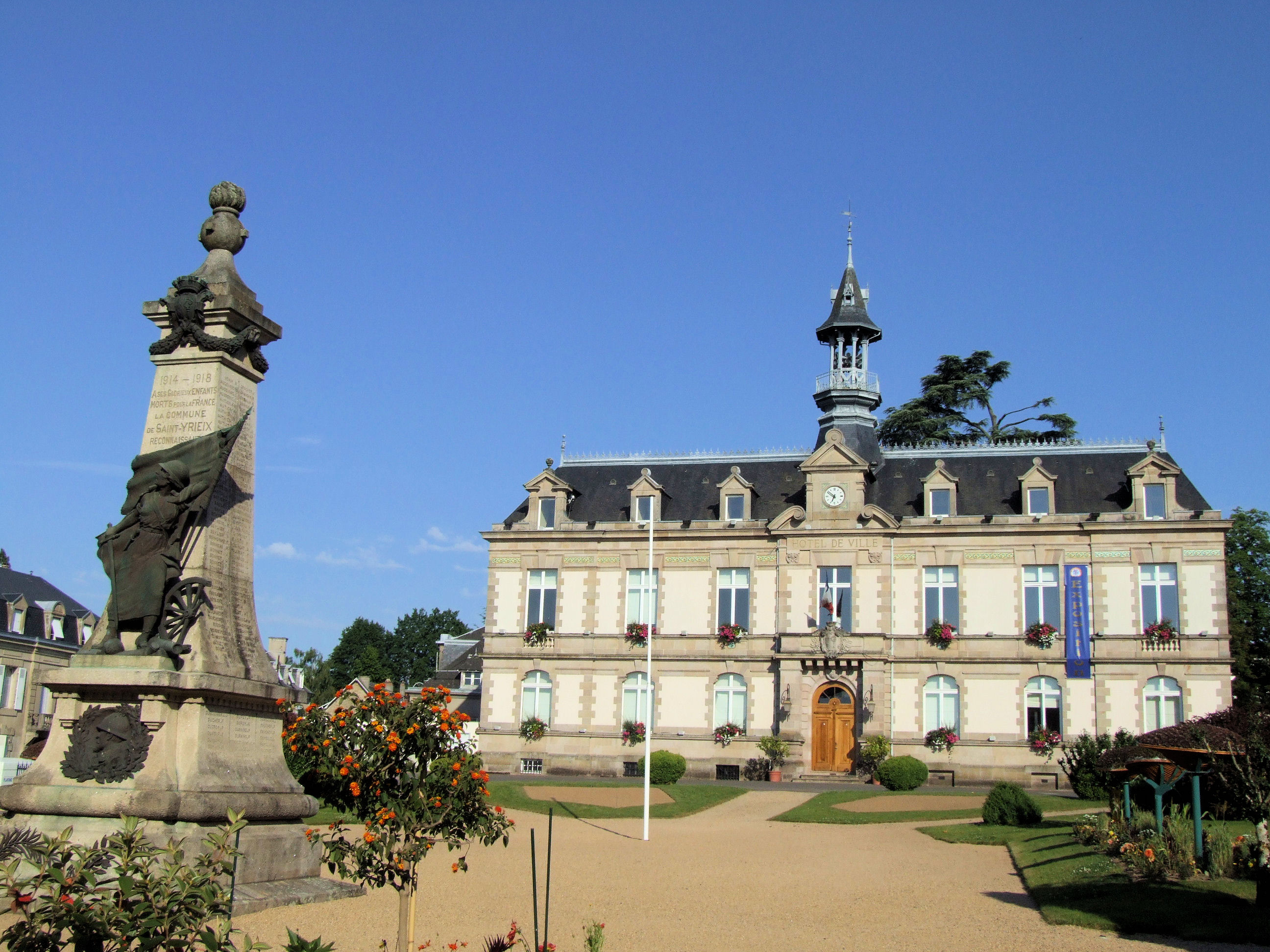
圣伊里耶市政厅
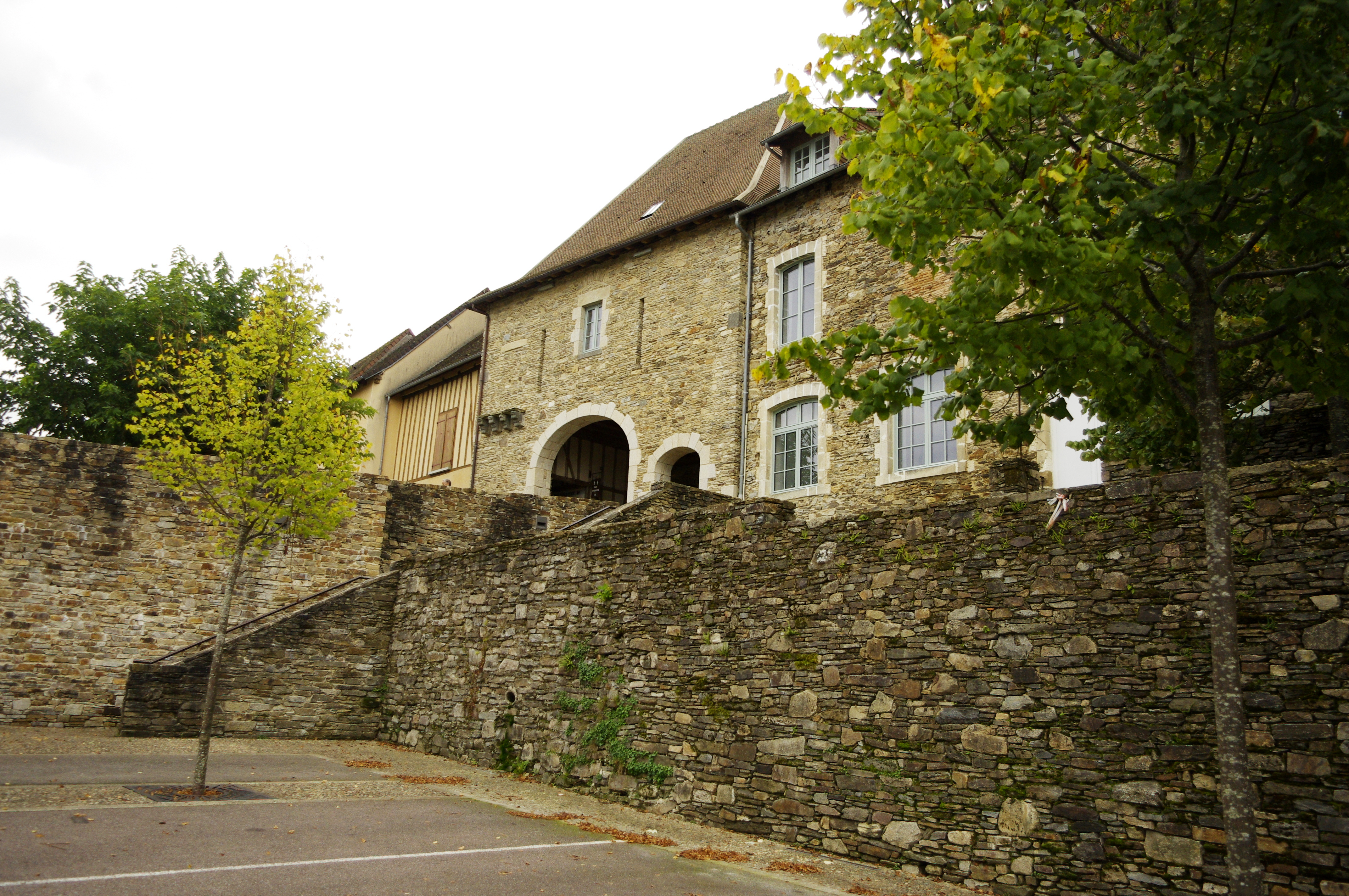
圣伊里耶一角
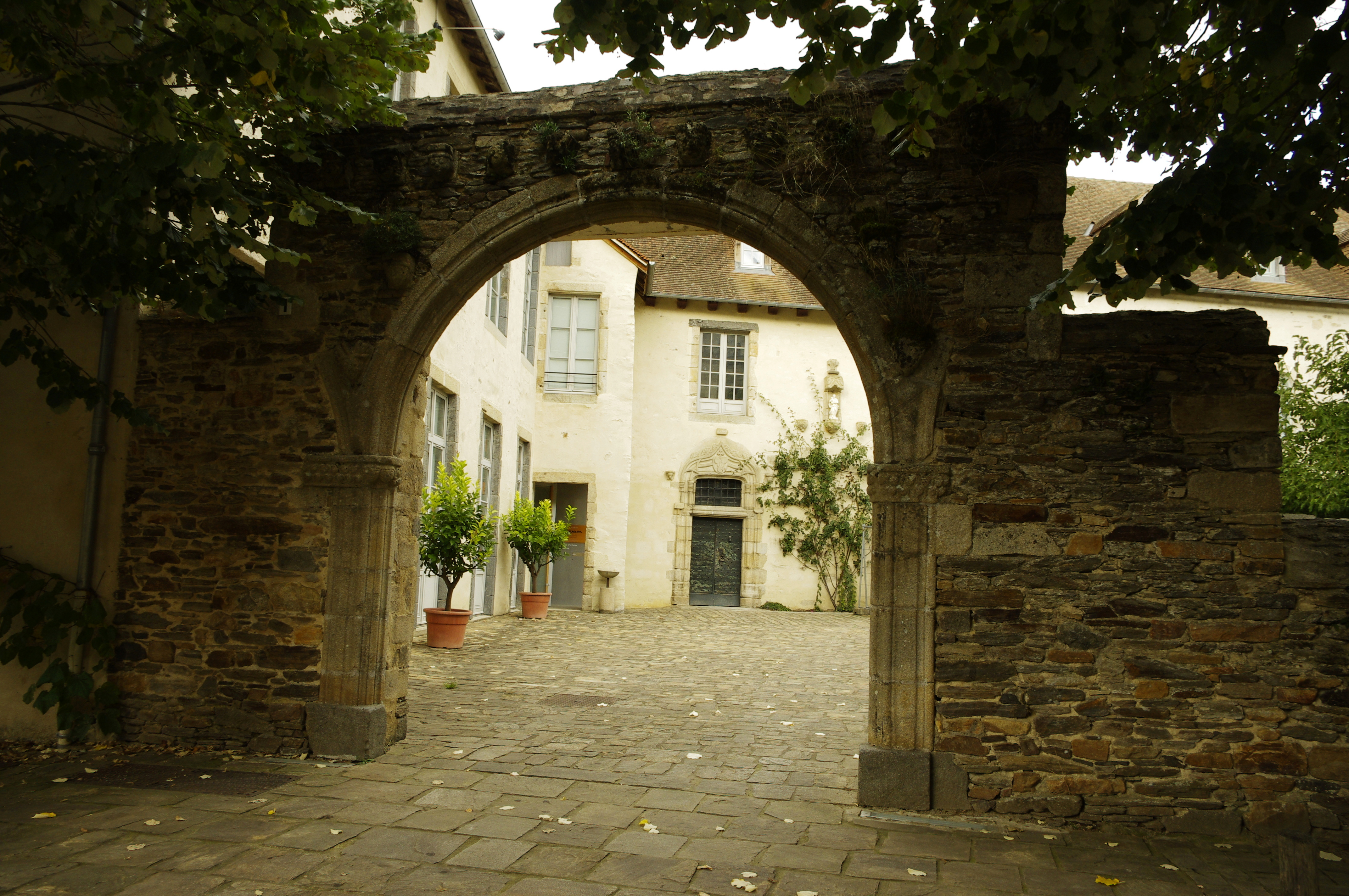
圣伊里耶老城门

### 旅游

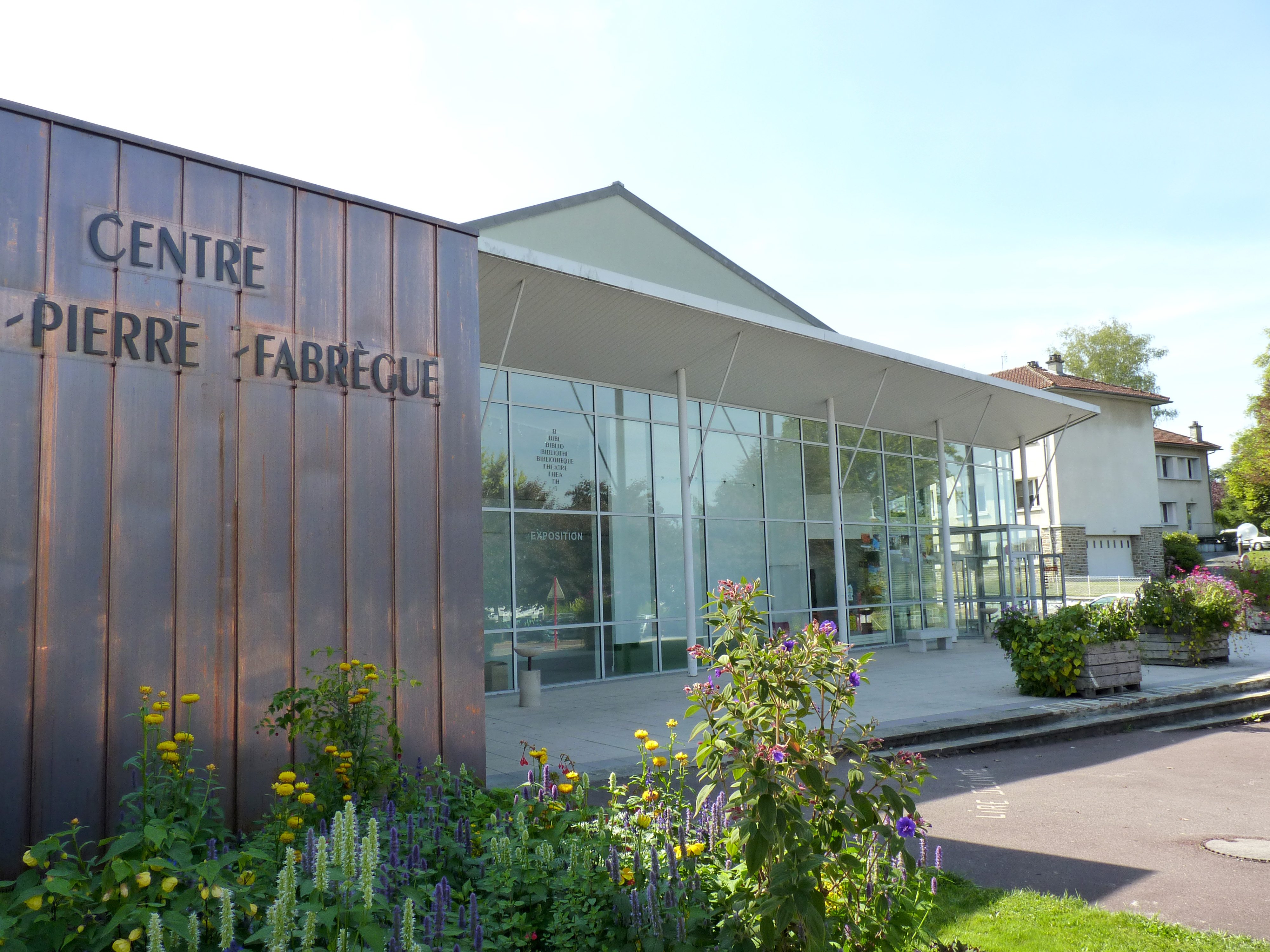
法布尔格文化中心

圣伊里耶拉佩尔什的旅游事务由其所属的公共社区负责。2020年，圣伊里耶拉佩尔什境内共有2家宾馆共计35间房间；另有1个露营地，可容纳共86辆露营车。

### 媒体
法国主要的媒体均可在圣伊里耶拉佩尔什接收，法国电视三台下属的新阿基坦大区频道在部分时段播出圣伊里耶拉佩尔什所属区域的地方新闻。

### 集市
每个月的第二和第四个星期五和每个月的第一和第三个星期六，圣伊里耶拉佩尔什市中心将举办集市。

### 活动
圣伊里耶拉佩尔什主要举办两场地方性的狂欢活动：
- 圣伊里耶音乐节（Festival musical de Saint-Yrieix），创建于1981年，每年夏季举办[47]。
- 综合艺术节（Art&dien - métiers d'art）

## 相关人物
法国作家安托万·德拉图尔、将军奥克塔夫·梅尼耶和导演尼古拉·莫里出生于圣伊里耶拉佩尔什。

## 友好城市
截至2021年1月，圣伊里耶拉佩尔什共与两座城市建立了友好城市关系：
- 法國 拉万策诺（1971年）
- 德国 巴特温茨海姆（1988年）